# 理查德·多兹
理查德·多兹（英語：Richard Dodds，1959年2月23日—），英国男子曲棍球运动员。他曾代表英国国家队参加1984年和1988年夏季奥林匹克运动会曲棍球比赛，获得一枚金牌和一枚铜牌。